# Prairie Creek Township (Illinois)
Prairie Creek Township est un township du comté de Logan dans l'Illinois, aux États-Unis,.